# Saint-Maur, Cher
Saint-Maur är en kommun i departementet Cher i regionen Centre-Val de Loire i de centrala delarna av Frankrike. Kommunen ligger  i kantonen Châteaumeillant som tillhör arrondissementet Saint-Amand-Montrond. År 2022 hade Saint-Maur 258 invånare.

## Befolkningsutveckling
Antalet invånare i kommunen Saint-Maur
Referens:INSEE